# Ada de Warenne
Ada de Warenne (o Adeline de Varenne) (1120 circa – 1178) è stata la moglie anglo-normanna di Enrico di Scozia, Earl di Northumbria e Conte di Huntingdon.
Era la figlia di Guglielmo di Warenne, II conte di Surrey e Elisabetta, e pronipote di Enrico I di Francia. Divenne madre di due re di Scozia, Malcolm IV e Guglielmo I.

## Matrimonio e maternità
Ada ed Enrico si sposarono in Inghilterra nel 1139. Come parte della dote di matrimonio, alla nuova contessa Ada furono concessi privilegi su Haddington e su altre parti dell'East Lothian. Si dice che Haddington, che in precedenza era la sede di un thegn, fosse il primo burgh reale di Scozia, fondato dal suocero della contessa Ada, Davide I di Scozia, il quale lo possedeva con la chiesa ed un mulino.
In rapida successione morirono sia il marito che re Davide, nel 1152 e nel 1153 rispettivamente. Dopo la morte di Enrico, sepolto presso l'abbazia di Kelso, re David preparò il nipote a succedergli, ed a Scone, il 27 maggio 1153, il dodicenne fu dichiarato Malcolm IV, re degli Scoti. Dopo l'incoronazione, Malcolm insediò il fratello Guglielmo quale Conte di Northumbria (nonostante questa terra fosse stata ritornata a re Enrico II d'Inghilterra da Malcolm nel 1157), e la giovane contessa vedova si ritirò presso le proprie terre di Haddington.
Martedì 9 dicembre 1165, re Malcolm morì all'età di 25 anni senza lasciare eredi. La madre stava in quel periodo cercando di fargli sposare Costanza, figlia di Conan III (duca di Bretagna, Conte di Rennes e conte di Nantes), ma Malcolm morì prima che il matrimonio potesse essere celebrato.. Una delle figlie di Ada, Margherita di Huntingdon (1140 – 1201), si sposò due volte:
1. 1160, Conan IV Conte di Richmond, duca di Bretagnae Conte di Tréguier e di Guingamp ( † 1171)
2. Humphrey III de Bohun di Trowbridge, Wiltshire, Hereditary Constable d'Inghilterra[6]

Dopo la morte del fratello, il figlio minore di Ada, Guglielmo, divenne re all'età di 22 anni. Guglielmo il Leone divenne il più longevo re degli Scoti fino all'unione delle corone del 1603.

## Patrona della Chiesa
Ordini religiosi si insediarono ad Haddington fin dai tempi antichi. Tra loro i Frati neri (giunti in Scozia nel 1219) e la Chiesa dei Frati grigi (giunti in Scozia nel regno di Alessandro II), che divennero famosi come "Lucerna Laudoniae" (lampada di Lothian). Il terreno su cui edificarono era stato concesso da re Davide I di Scozia al priore di St. Andrews (cui apparteneva il patronato della chiesa di Haddington). Davide I concesse anche ai monaci di Dunfermline "unam mansuram" di Haddington, ed ai monaci di Haddington, pieni diritti "in burgo meo de Hadintun".
Ada dedicò il proprio tempo alle opere pie, migliorando i possedimenti della chiesa di Haddington, dove risiedeva. La contessa Ada concesse terre a sud ed a ovest del Tyne nei pressi dell'unico guado per miglia, per fondare un convento di Monache Cistercensi ("monache bianche") dedicato a Maria, in cui fu creato il Burgh di Nungate, i cui resti sono tuttora visibili nella parrocchia di San Martino. Oltre al convento donò anche le terre di Begbie, a Garvald e Keith Marischal ed altre concessioni temporanee. Miller, comunque, afferma che si limitò a "fondare ed arricchire un convento presso l'abbazia di Haddington" e che "Haddington, come proprietà della Corona, passò a suo figlio Guglielmo il Leone dopo la sua morte".

## Sede di Haddington
Secondo le iscrizioni contenute nella città di Haddington, la residenza della contessa Ada si trovava nei pressi degli odierni uffici comunali e della Corte dello Sceriffo. La contessa Ada morì nel 1178, e si crede essere stata sepolta sul posto. Le terre che aveva ricevuto in dote tornarono di proprietà reale e si dice che la moglie di Guglielmo il Leone, Ermengarda de Beaumont, abbia dormito nella casa della contessa Ada per procreare il futuro Alessandro II. Miller afferma che il futuro re nacque ad Haddington nel 1198, "nel palazzo di Haddington".